# لامونا (واشینگتن)
لامونا (به انگلیسی: Lamona) یک منطقهٔ مسکونی در ایالات متحده آمریکا است که در شهرستان لینکلن، واشینگتن واقع شده‌است. لامونا ۵۴۷٫۷۳ متر بالاتر از سطح دریا واقع شده‌است.